# Pat McQuaid
Pat McQuaid (Dublin, 5 september 1949) is een Iers oud-wielrenner en sportbestuurder. Tussen 2005 en 2013 was hij voorzitter van de Internationale Wielerunie UCI. Hij was de favoriete kandidaat van zijn voorganger, de Nederlander Hein Verbruggen. McQuaid werd op 27 september 2013 opgevolgd door de voorzitter van de Britse wielerbond Brian Cookson.
In de jaren zeventig was McQuaid als wielrenner actief geweest. Hij was in 1974 nationaal kampioen wielrennen van Ierland. In 1975 en 1976 won hij de Ronde van Ierland. Van 1981 tot 1984 was hij in dienst van de Ierse Wielerbond als coach en later van 1994 tot 1998 als voorzitter. Daarvoor was hij al bestuurslid van deze sportbond.